# Марс-96
«Марс-96» — российская автоматическая межпланетная станция, предназначенная для исследования Марса. Станция была запущена 16 ноября 1996 года с помощью ракеты-носителя «Протон». Из-за отказа разгонного блока станцию не удалось вывести на отлётную траекторию, и она разрушилась при входе в атмосферу Земли через 5 часов после запуска. Достоверно причину сбоя разгонного блока выяснить не удалось, поскольку телеметрия на этом этапе полёта не применялась.
При конструировании космического аппарата были использованы наработки по станциям «Фобос», при этом разработчики постарались учесть все недочёты, не позволившие «Фобосам» полностью выполнить исследовательскую программу. Задача «Марса-96» была весьма амбициозна: самый тяжёлый межпланетный аппарат из когда-либо запущенных (масса на старте 6825 кг, из них 550 кг приходилось на научную аппаратуру) был оснащён передовым научным оборудованием, в том числе и зарубежным (среди участников проекта — Франция, Германия, Великобритания, Финляндия, США, Италия, Бельгия, Болгария, Австрия).
В состав межпланетной станции входили:
- Орбитальный аппарат, совершающий перелёт до Марса и затем выходящий на орбиту искусственного спутника Марса. На нём располагалось 25 научных приборов. Он доставлял к планете четыре малых посадочных модуля.
- Две малые автономные станции, совершающие посадку на поверхность Марса. Состав научной аппаратуры: панорамная камера, масс-спектрометр, альфа-спектрометр, гамма-спектрометр, лазерный спектрометр, спектрофотометр, магнитометр, микротонометр, сейсмометр, метеорологические датчики.
- Два пенетратора (ударных проникающих зонда), внедряющихся в марсианский грунт, c 10 научными приборами на каждом.

- Малая автономная станция
- Пенетратор (ударный проникающий зонд)

Предполагалось, что АМС достигнет Марса 12 сентября 1997 года около 11:43 GMT, спустя 299 суток 14 часов после запуска. За 3—5 дней до прибытия от аппарата должны были отделиться малые автономные станции и пенетраторы. Орбитальный аппарат и пенетраторы были рассчитаны на 1 год работы, автономные станции — на 2 года.

## Миссии, основанные на «Марсе-96»
Ряд последующих миссий основывается на технологиях «Марса-96», например, миссия Европейского космического агентства Mars Express (запущена в 2003 году), NetLander (отменена) и её преемница MetNet (планировалась к запуску в 2012—2019 годах, отменена). Оборудование «Марса-96» использовалось в экспериментах «Марс-500».